# جسر بلاكبيرن بوينت
جسر بلاكبيرن بوينت (بالإنجليزية: Blackburn Point Bridge)‏ هو جسر دوار تاريخي يقع بالقرب من أوسبري في فلوريدا في الولايات المتحدة الأمريكية.
وهو مدرج في السجل الوطني للأماكن التاريخية في الولايات المتحدة الأمريكية.
وهو جسر ذو حارة واحدة ويقع على طريق بلاكبيرن بوينت.